# Grand Prix automobile d'Inde 2011
Vous lisez un « article de qualité » labellisé en 2012.
GP précédent GP suivant
Le Grand Prix automobile d'Inde 2011 (2011 Formula 1 Airtel Grand Prix of India), disputé le 30 octobre 2011 sur le circuit international Buddh, est la 856e épreuve du championnat du monde de Formule 1 courue depuis 1950 et la dix-septième manche du championnat 2011. Il s'agit aussi du premier Grand Prix d'Inde de l'histoire de la Formule 1.
À l'occasion de cette course inaugurale, le pilote allemand Sebastian Vettel, déjà titré double champion du monde avant même l'issue de la saison, réalise le premier « grand chelem » de sa carrière. En effet, en plus d'ajouter ce nouveau Grand Prix à son palmarès, il décroche la pole position, mène l'intégralité de la course et réalise le meilleur temps au tour. Sur le podium, il est accompagné de Jenson Button, deuxième du championnat du monde et de Fernando Alonso qui termine troisième. Avec 374 points contre 240 pour son plus proche poursuivant, Vettel accroît encore son avance en tête du classement. À l'issue du Grand Prix, dix-neuf des vingt-huit pilotes en lice au championnat du monde ont inscrit au moins un point.
Chez les constructeurs, l'écurie Red Bull Racing, déjà sacrée championne du monde, augmente encore son capital en tête du classement : avec un total de 595 points, l'équipe autrichienne devance McLaren Racing (442) et Ferrari (325). À l'issue de ce Grand Prix, neuf des douze écuries en lice au championnat ont marqué des points, Team Lotus, Virgin et HRT n'ayant toujours pas atteint le niveau de performance suffisant.

## Contexte avant le Grand Prix

### Incertitudes sur l'organisation du Grand Prix
Un mois avant la course, personne n'est en mesure d'assurer que les travaux seront assez avancés pour que la course puisse se tenir. Alors que les autorités indiennes garantissent que le circuit sera prêt à temps, des journalistes comme Jean-Louis Moncet affirment qu'« il y a des membres de certaines grandes équipes envoyés là-bas qui disent que rien n'est vraiment prêt ». Parallèlement, il rapporte que des dirigeants de Tecpro, la société qui fournit les barrières de sécurité, assurent que « la piste en elle-même est prête mais qu'ils ne peuvent pas encore parler des bâtiments et des infrastructures car ils ne les ont pas encore visités. »
La FIA tente de rassurer le public en certifiant que « le conseil mondial a reçu des rapports positifs concernant les préparatifs du Grand Prix d'Inde de la part des représentants nationaux et de la part du détenteur des droits commerciaux [Bernie Ecclestone]. » Ce dernier confirme d'ailleurs que « de bonnes nouvelles arrivent. Les gens là-bas font du très bon boulot. Les travaux progressent bien et même si nous avions décidé de faire la première course en 2012, nous aurions été dans la même situation. »

### Menace de boycott à cause des taxes locales
Deux mois avant le Grand Prix, les autorités indiennes annoncent qu'elles veulent taxer à hauteur de 20 % les revenus des pilotes et des écuries, comme la loi du pays le permet. Martin Whitmarsh, président de l'association des équipes de F1, s'oppose à cette décision et menace de boycotter le Grand Prix s'il n'obtient pas de garanties de la part de la FIA, de Bernie Ecclestone et des autorités locales.
Pour trouver une solution au problème, les organisateurs du Grand Prix proposent de s'acquitter du montant que les écuries refusent de payer et qui s'élève environ à deux millions d'euros,.

### Titularisation de Narain Karthikeyan chez HRT
Alors que les amateurs indiens se réjouissent de voir leur premier Grand Prix national, qui plus est avec l'équipe Force India dans les paddocks, aucun pilote local n'est censé prendre le départ. En effet, Narain Karthikeyan, titulaire chez HRT en début de saison, a perdu sa place au profit de l'Australien Daniel Ricciardo depuis le Grand Prix de Grande-Bretagne. Néanmoins, des rumeurs indiquent que l'Indien pourrait retrouver son baquet à l'occasion de son Grand Prix national.
Un mois et demi avant la course, Colin Kolles, directeur de l'écurie espagnole, confirme la titularisation de Karthikeyan et se montre élogieux envers son pilote : « C'est le meilleur pilote de la région est il est sans aucun doute extrêmement talentueux comme il l'a prouvé tout au long de la saison. », Quelques jours plus tard, l'écurie annonce que, finalement, Vitantonio Liuzzi, l'autre pilote titulaire, cèdera sa place pour le Grand Prix,.
Chez Team Lotus, pour qui Karun Chandhok, l'autre des deux seuls pilotes indiens à avoir déjà couru en Formule 1, a disputé le Grand Prix d'Allemagne, des rumeurs alimentées par le directeur Tony Fernandes qui affirme qu'il « aimerait qu'il soit là », laissent présager sa titularisation pour son Grand Prix national, comme pour Karthikeyan chez HRT.
Finalement, contrairement à son compatriote, Chandhok n'est pas titularisé par son écurie. Malgré sa déception, il prend la décision de son équipe avec philosophie : « Même si je suis évidemment déçu de ne pas avoir la chance de courir dimanche, j'accepte la décision de l'équipe de choisir l'expérience et le talent à sa disposition avec Jarno [Trulli] et Heikki [Kovalainen]. »

### Sécurité
À la suite d'un attentat perpétré le 7 septembre 2011 dans la capitale indienne, New Delhi, à cinquante kilomètres du circuit Buddh, les organisateurs du Grand Prix font appel à des forces de police renforcées (1 600 personnes) pour assurer la sécurité des équipes et des spectateurs. Jyoti Narayan, responsable de la police, déclare : « Nous sommes constamment en contact avec la FIA et les organisateurs concernant la sécurité nécessaire pour la course. Notre but est de fournir une sécurité optimale et nos plans seront finalisés dans la semaine. »
La sécurité demeure toutefois insuffisante malgré les efforts des autorités. Ainsi, quelques heures avant leur entrée en scène, les membres du groupe américain Metallica, qui devaient donner un concert en marge de l'inauguration du circuit, estiment que les moyens mis en œuvre sont insuffisants et demandent l'annulation du concert : « Notre première priorité restera toujours la sécurité et celle des fans ». Cette décision provoque un fort mécontentement chez certains spectateurs qui n'hésitent pas à monter sur la scène pour saccager une partie des équipements techniques et agresser les vigiles présents.

### Pneumatiques
Paul Hembery, directeur de Pirelli Motorsport, ne veut pas prendre de risques au niveau du choix des pneumatiques et annonce que les deux types de gommes disponibles pour le Grand Prix seront les dures et les tendres : « Nous avons opté pour une sélection de pneus très prudente en choisissant les durs et les tendres parce que sur un circuit flambant neuf on n'est jamais vraiment sûr des conditions de course que l'on va rencontrer. [...] Notre impression initiale est que le circuit sera assez abrasif, avec de très hautes températures. Nous avons donc choisi des pneus qui permettront de couvrir toutes les éventualités et toutes les stratégies. »,
Narain Karthikeyan, pilote HRT, estime que la différence entre les deux gammes de pneus est trop grande et contredit Hembery sur les conditions de course : « La différence entre les durs et les tendres va être énorme, peut-être plus de deux secondes au tour. Je m'attends à ce que les équipes utilisent les gommes dures le moins possible, seulement en toute fin de course. En effet, le temps gagné avec les pneus tendres devrait largement compenser leur plus courte durée de vie puisque la piste n'est pas abrasive du tout et que la température de la piste ne dépassera probablement pas 40 °C. »

### DRS
À l'occasion du Grand Prix d'Inde, la FIA dévoile que le circuit comptera deux zones destinées à l'utilisation de l'aileron arrière mobile pour la quatrième fois de la saison. Le Drag Reduction System pourra être activé sur la ligne droite principale du circuit, la ligne de détection de l'écart entre les pilotes se trouvant avant le seizième et dernier virage, ainsi que dans la deuxième moitié de la longue ligne droite située entre les virages 3 et 4, la ligne de détection étant placée avant le virage no 3,.

### Sports mécaniques en deuil

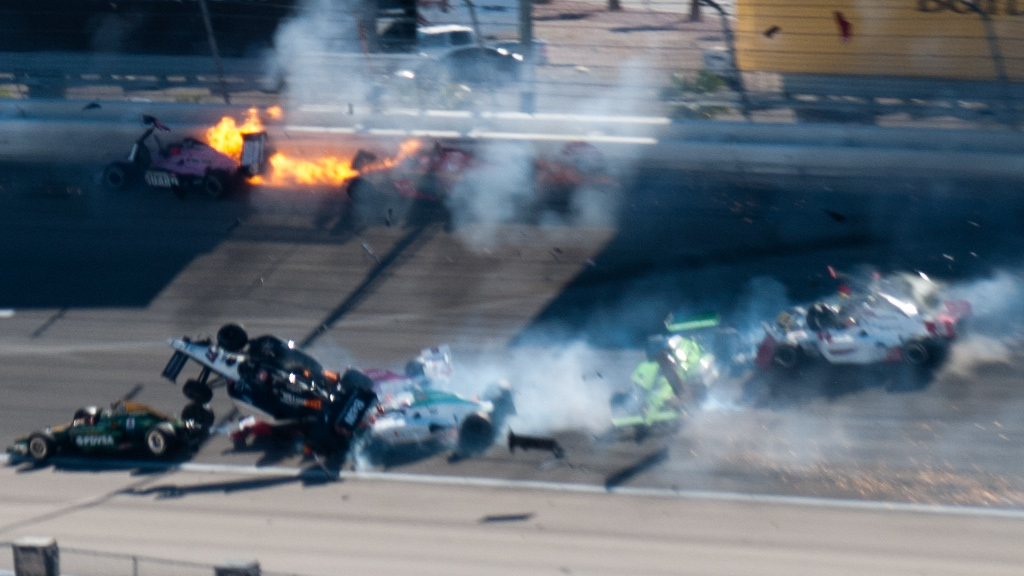
L'accident de Las Vegas où Dan Wheldon trouve la mort.

Peu avant le Grand Prix d'Inde, deux pilotes trouvent la mort. Lors de l'épreuve d'IndyCar de Las Vegas, le 16 octobre 2011, Dan Wheldon est pris dans un accident impliquant quinze voitures au douzième tour de la course, lorsque la monoplace de Wade Cunningham heurte la roue arrière de James Hinchcliffe et ralentit brutalement. Au cours du carambolage qui s'ensuit, Wheldon percute Charlie Kimball, s'envole, heurte le grillage de protection puis retombe à l'envers. Son casque heurte alors le bord du muret de sécurité, ne lui laissant aucune chance,,.
Marco Simoncelli, pilote de vitesse moto italien, champion du monde 250 cm3 en 2008, meurt le 23 octobre 2011, lors du deuxième tour du Grand Prix de Malaisie. Il perd l'équilibre sur sa Honda RC212V de MotoGP et, couché sous sa moto qu'il ne contrôle plus, coupe la route de Colin Edwards et Valentino Rossi lors de son retour sur la piste. La Yamaha d'Edwards et la Ducati de Rossi le heurtent successivement au sol et son casque est arraché. Simoncelli, gravement blessé aux vertèbres cervicales, à la tête et à la poitrine est immédiatement transféré en ambulance au centre médical du circuit où il arrive en état d'arrêt cardio-respiratoire. Après quarante-cinq minutes de tentative de réanimation, Marco Simoncelli est déclaré mort,.
La Fédération internationale de l'automobile, les équipes et les pilotes observent, quinze minutes avant le départ du Grand Prix, une minute de silence en mémoire de Dan Wheldon et Marco Simoncelli. Jarno Trulli rend hommage à Marco Simoncelli en portant une réplique de son casque. Mark Webber a fait fabriquer un autocollant spécial, reprenant les initiales de Dan Wheldon, destiné à être collé sur son casque lors du week-end de course. Il a proposé à Jenson Button, qui connaissait également personnellement Wheldon, d'apposer cet autocollant sur son casque. Button portera de plus un brassard noir en hommage au pilote décédé.

### Affluence du premier Grand Prix d'Inde
En avril 2011, Jaypee Sports, promoteur du Grand Prix d'Inde, déclare espérer enregistrer 23 millions d'euros de recettes issues de la billetterie. La billetterie étant la seule source de revenus laissée par Bernie Ecclestone pour cette épreuve non soutenue par le gouvernement, elle constitue une manne financière primordiale pour les organisateurs. Les ventes de billets pour le Grand Prix d'Inde débutent en juin et Jaypee Sports espère atteindre cette somme en misant davantage sur un public nombreux que sur des prix de vente élevés. Ainsi, il est annoncé que des billets valables pour les trois jours de compétition seront vendus à partir de 38 €.
Si une grande affluence est souhaitée, les organisateurs assurent qu'ils vont faire tout leur possible lors de la mise en vente des billets pour éviter des émeutes similaires à celles qui avaient eu lieu avant la coupe du monde de cricket de 2011. Ashish Hemrajani, fondateur de Bigtree Entertainment qui détient la billetterie exclusive de l'événement, déclare : « La technologie et l'expérience sont notre colonne vertébrale et l'intégralité du processus d'achat de billets sera extrêmement simple d'utilisation pour un fan partout dans le monde. Pour nous, il est important que l'expérience d'utilisation pour les spectateurs soit de classe mondiale dans tous les domaines. Nous sommes sûrs que nous sommes capables de fournir les services qui correspondent non seulement à nos attentes mais également à celles de tous les fans de Formule 1 en Inde et dans le monde. » Pour favoriser la vente des 110 000 billets, Internet constitue l'axe majeur de communication et de commercialisation pour Bigtree Entertainment, via le site Bookmyshow.com.
Le 25 octobre 2011, les organisateurs du Grand Prix d'Inde annoncent la vente de près de 80 000 tickets pour la course du dimanche, pour une capacité d'accueil de 120 000 places sur le circuit. L'Inde accueille un Grand Prix de Formule 1 pour la première fois de son histoire et l'événement suscite un fort intérêt médiatique dans le pays. L'un des porte-parole de Jaypee Sports déclare : « Nous sommes proches de vendre 80 000 tickets, ce qui est assez encourageant compte tenu du fait qu'il s'agit de la première course de Formule 1 dans l'histoire de notre pays. Bien sûr, nous aurions été plus heureux si nous avions vendu 90 % des billets car la vente des tickets est notre seule source de revenus mais il reste encore quelques jours avant le Grand Prix et nous croisons les doigts. »
À l'issue du Grand Prix, l'affluence est estimée à environ 35 000 personnes pour les essais libres, 60 000 pour les qualifications et 95 000 pour la course du dimanche,

## Essais libres

### Vendredi matin, séance de 10 h
| Pos. | Pilote             | Voiture          | Chrono         | Écart     |
| ---- | ------------------ | ---------------- | -------------- | --------- |
| 1    | Lewis Hamilton     | McLaren-Mercedes | 1 min 26 s 836 |           |
| 2    | Sebastian Vettel   | Red Bull-Renault | 1 min 27 s 416 | + 0 s 580 |
| 3    | Mark Webber        | Red Bull-Renault | 1 min 27 s 428 | + 0 s 592 |
| 4    | Jenson Button      | McLaren-Mercedes | 1 min 28 s 394 | + 1 s 558 |
| 5    | Michael Schumacher | Mercedes         | 1 min 28 s 531 | + 1 s 695 |
| 6    | Nico Rosberg       | Mercedes         | 1 min 28 s 542 | + 1 s 706 |

La température est de 25 °C et la piste est à 29 °C au départ de la première séance d'essais libres du premier Grand Prix d'Inde. Alors que les pilotes s'élancent pour boucler un premier tour d'installation sur une piste très poussiéreuse, on signale la présence de chiens errants dans l'enceinte du circuit,,.
La séance est interrompue au bout de seulement cinq minutes à cause d'un chien sur la piste. À la relance, quelques minutes plus tard, Narain Karthikeyan, le pilote local, réalise les premiers tours chronométrés en 1 min 45 s 906 puis 1 min 42 s 310. Ce temps est rapidement amélioré par Daniel Ricciardo (1 min 39 s 835), Michael Schumacher à trois reprises (1 min 38 s 658, 1 min 35 s 275 puis 1 min 34 s 635). Jaime Alguersuari tourne alors en 1 min 34 s 314 et est devancé par Nico Rosberg (1 min 34 s 002) avant de reprendre la tête à quatre reprises (1 min 32 s 911, 1 min 31 s 904, 1 min 31 s 436, 1 min 31 s 299),,.
Jenson Button prend ensuite la tête en deux temps (1 min 30 s 794 et 1 min 29 s 694) mais laisse peu après le commandement à Schumacher (1 min 29 s 353, 1 min 28 s 656) alors que Fernando Alonso tombe en panne et laisse sa Ferrari dans une échappatoire. Button se replace en tête du classement en 1 min 28 s 501 mais est battu par son coéquipier Lewis Hamilton en 1 min 27 s 515,,.
Les deux pilotes Red Bull Racing prennent alors la tête de la session, Mark Webber tournant en 1 min 27 s 428 et Sebastian Vettel en 1 min 27 s 416 avant que Lewis Hamilton n'établisse le meilleur temps de la séance peu avant son terme en 1 min 26 s 836. Pendant ce temps, Jaime Alguersuari touche légèrement un muret de pneus alors que Pastor Maldonado tombe en panne et doit abandonner sa monoplace sur la piste,,.
À l'issue de la session, Lewis Hamilton est pénalisé de trois places sur la grille de départ pour avoir ignoré les drapeaux jaunes. Les commissaires de piste estiment qu'Hamilton n'aurait pas dû avoir son aileron arrière mobile activé alors que la monoplace de Pastor Maldonado était en train d'être évacuée de la piste. Sergio Pérez, pilote Sauber, reçoit la même pénalité pour le même motif,.
- Karun Chandhok, pilote essayeur chez Team Lotus, a remplacé Heikki Kovalainen lors de cette séance d'essais.
- Narain Karthikeyan, pilote essayeur chez HRT, remplace Vitantonio Liuzzi pour l'ensemble de ce week-end de course.

### Vendredi après-midi, séance de 14 h
| Pos. | Pilote           | Voiture          | Chrono         | Écart     |
| ---- | ---------------- | ---------------- | -------------- | --------- |
| 1    | Felipe Massa     | Ferrari          | 1 min 25 s 706 |           |
| 2    | Sebastian Vettel | Red Bull-Renault | 1 min 25 s 794 | + 0 s 088 |
| 3    | Fernando Alonso  | Ferrari          | 1 min 25 s 930 | + 0 s 224 |
| 4    | Lewis Hamilton   | McLaren-Mercedes | 1 min 26 s 454 | + 0 s 748 |
| 5    | Mark Webber      | Red Bull-Renault | 1 min 26 s 500 | + 0 s 794 |
| 6    | Jenson Button    | McLaren-Mercedes | 1 min 26 s 714 | + 1 s 008 |

La température ambiante est de 30 °C et la piste est à 39 °C au début de la deuxième séance d’essais libres. Sebastian Vettel réalise le premier tour de référence en 1 min 28 s 014 après dix minutes sur une piste qui demeure très sale. À cause du manque d'adhérence, Pastor Maldonado part à la faute et reste bloqué dans un bac à graviers,,.
Lewis Hamilton prend la tête en deux temps (1 min 27 s 261 et 1 min 26 s 618) mais Vettel améliore à nouveau en 1 min 26 s 492 puis 1 min 26 s 320. À quarante minutes du terme, Jérôme d'Ambrosio sort de la piste et tape fort dans un muret : si le pilote belge n'est pas blessé, sa monoplace est fortement abîmée et la séance est interrompue sur drapeau rouge pour permettre son évacuation,,.
Il reste une demi-heure dans la séance lorsque la piste est rouverte aux monoplaces. Sebastian Vettel améliore son temps en 1 min 25 s 794 mais Felipe Massa, équipé d'un nouvel aileron avant très flexible, réalise le meilleur temps de la session en 1 min 25 s 706,,.

### Samedi matin, séance de 11 h
| Pos. | Pilote           | Voiture          | Chrono         | Écart     |
| ---- | ---------------- | ---------------- | -------------- | --------- |
| 1    | Sebastian Vettel | Red Bull-Renault | 1 min 24 s 824 |           |
| 2    | Jenson Button    | McLaren-Mercedes | 1 min 25 s 191 | + 0 s 367 |
| 3    | Mark Webber      | Red Bull-Renault | 1 min 25 s 203 | + 0 s 379 |
| 4    | Lewis Hamilton   | McLaren-Mercedes | 1 min 25 s 288 | + 0 s 464 |
| 5    | Fernando Alonso  | Ferrari          | 1 min 25 s 784 | + 0 s 960 |
| 6    | Felipe Massa     | Ferrari          | 1 min 26 s 058 | + 1 s 234 |

La température ambiante est de 28 °C et celle de la piste de 36 °C au départ de la dernière séance d'essais libres du Grand Prix d'Inde. Les pilotes s'élancent vite en piste pour boucler un premier tour d'installation mais il faut attendre un quart d'heure avant que les pilotes se relancent pour réaliser un premier tour chronométré. Michael Schumacher s'installe en tête du classement en 1 min 31 s 768, 1 min 30 s 948, 1 min 29 s 908 et finalement 1 min 29 s 553,,.
Les pilotes Red Bull se portent ensuite en tête, Mark Webber tourne en 1 min 29 s 384 puis 1 min 28 s 438 et Sebastian Vettel en 1 min 28 s 347, 1 min 26 s 906 et 1 min 26 s 311,,.
À vingt-cinq minutes du terme, les pilotes commencent à chausser leurs pneus tendres. Felipe Massa prend la tête en 1 min 26 s 058 mais est battu par Jenson Button (1 min 25 s 942), Fernando Alonso (1 min 25 s 784), à nouveau Button (1 min 25 s 191) et finalement Vettel qui signe le meilleur temps des essais libres en 1 min 24 s 824,,.

## Séance de qualifications

### Résultats des qualifications

#### Session Q1

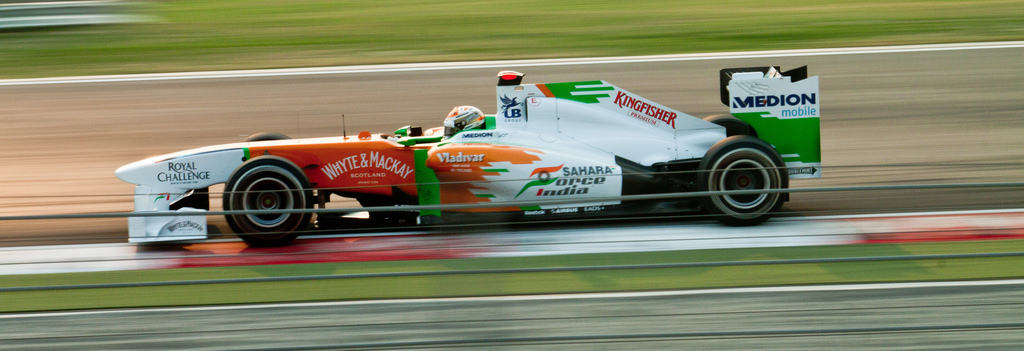
Adrian Sutil au Grand Prix d'Inde.

La température ambiante est de 30 °C et la piste est à 38 °C au début de la séance qualificative du Grand Prix d'Inde. Tous les pilotes s'élancent dès l'ouverture de la piste, ceux des petites équipes en pneus tendres, les pilotes des écuries de pointe conservant leurs pneus durs. Vitaly Petrov réalise le premier temps de référence en bouclant un tour en 1 min 30 s 347,,.
Son coéquipier Bruno Senna améliore en 1 min 29 s 952 mais Petrov reprend son bien en 1 min 29 s 035. Fernando Alonso améliore à deux reprises (1 min 27 s 836 puis 1 min 27 s 478) mais Mark Webber fait encore mieux en 1 min 27 s 410. Lewis Hamilton prend un instant la tête en 1 min 27 s 007 avant d'être délogé par Sebastian Vettel (1 min 26 s 948) et Alonso (1 min 26 s 774). Hamilton tourne alors en 1 min 26 s 563 et Vettel en 1 min 26 s 218 lorsque Petrov chausse ses pneus tendres pour établir le meilleur temps de la session en 1 min 26 s 189,,.
À l'issue de la session, Narain Karthikeyan reçoit une pénalité de cinq places sur la grille de départ car les commissaires l'ont jugé coupable d’avoir gêné Michael Schumacher même si l'Allemand s'est qualifié pour la phase Q2,.
Les sept pilotes éliminés sont Daniel Ricciardo, Narain Karthikeyan, Jérôme d'Ambrosio, Jarno Trulli, Heikki Kovalainen, Kamui Kobayashi, ainsi que Timo Glock qui échoue à se qualifier pour la course, tournant en plus de 107 % du temps de Petrov,,.

#### Session Q2
Pour cette deuxième partie de la séance de qualification, tous les pilotes chaussent des pneus tendres pour augmenter leurs chances d'accéder à la session Q3. Jaime Alguersuari réalise le premier temps de référence en 1 min 26 s 668 mais est aussitôt battu par son coéquipier Sébastien Buemi (1 min 26 s 408) puis par Sebastian Vettel en 1 min 24 s 657,,.
Alors qu'il reste encore cinq minutes dans la session, les pilotes des équipes McLaren et Ferrari ainsi que Nico Rosberg choisissent de rester dans leur stand. Vitaly Petrov signe le même temps qu'Alguersuari mais est éliminé car l'Espagnol a réalisé sa performance avant le Russe,,.
Les sept pilotes éliminés sont Sergio Pérez, Rubens Barrichello, Bruno Senna, Pastor Maldonado, Paul di Resta, Michael Schumacher et Petrov.

#### Session Q3

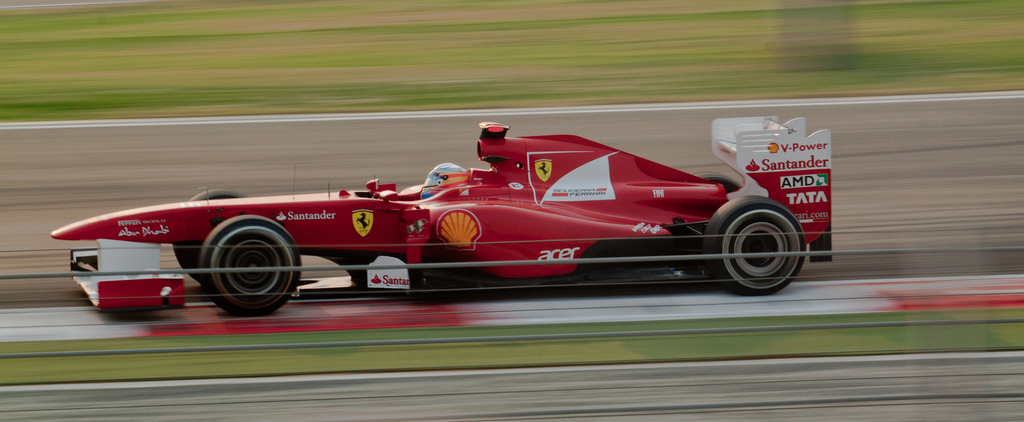
Fernando Alonso au Grand Prix d'Inde.

Fernando Alonso réalise le premier tour chronométré en 1 min 24 s 586 mais est immédiatement battu par Lewis Hamilton (1 min 24 s 474) et par Sebastian Vettel (1 min 24 s 437). Tous les pilotes qui disposent encore de pneus tendres neufs regagnent leur stand pour les chausser, sauf Jenson Button qui fait le pari de réaliser une bonne performance en un seul tour lancé,,.
Tous les pilotes sont de retour en piste pour les dernières minutes de cette séance. Sébastien Buemi, Jaime Alguersuari et Adrian Sutil ne signent néanmoins aucun tour chronométré, préférant conserver des trains de pneus neufs pour la course du lendemain,,.
Alors que Vettel améliore son temps en 1 min 24 s 178, Felipe Massa sort de la piste dans le deuxième secteur après avoir cassé sa suspension avant droite en passant sur un vibreur. Les drapeaux jaunes sont agités et personne ne parvient donc à améliorer le temps de Vettel qui signe sa treizième pole position de la saison,,.

### Grille de départ
| Pos.                                                                                      | Pilote                  | Écurie               | Qualifications 1 | Qualifications 2 | Qualifications 3 |
| ----------------------------------------------------------------------------------------- | ----------------------- | -------------------- | ---------------- | ---------------- | ---------------- |
| 1                                                                                         | Sebastian Vettel SREC   | Red Bull-Renault     | 1 min 26 s 218   | 1 min 24 s 657   | 1 min 24 s 178   |
| 2                                                                                         | Lewis Hamilton SREC     | McLaren-Mercedes     | 1 min 26 s 563   | 1 min 25 s 019   | 1 min 24 s 474   |
| 3                                                                                         | Mark Webber SREC        | Red Bull-Renault     | 1 min 26 s 473   | 1 min 25 s 282   | 1 min 24 s 508   |
| 4                                                                                         | Fernando Alonso SREC    | Ferrari              | 1 min 26 s 774   | 1 min 25 s 158   | 1 min 24 s 519   |
| 5                                                                                         | Jenson Button SREC      | McLaren-Mercedes     | 1 min 26 s 225   | 1 min 25 s 299   | 1 min 24 s 950   |
| 6                                                                                         | Felipe Massa SREC       | Ferrari              | 1 min 27 s 012   | 1 min 25 s 522   | 1 min 25 s 122   |
| 7                                                                                         | Nico Rosberg SREC       | Mercedes             | 1 min 26 s 364   | 1 min 25 s 555   | 1 min 25 s 451   |
| 8                                                                                         | Adrian Sutil SREC       | Force India-Mercedes | 1 min 26 s 271   | 1 min 26 s 140   | Pas de temps     |
| 9                                                                                         | Sébastien Buemi SREC    | Toro Rosso-Ferrari   | 1 min 26 s 608   | 1 min 26 s 161   | Pas de temps     |
| 10                                                                                        | Jaime Alguersuari SREC  | Toro Rosso-Ferrari   | 1 min 26 s 557   | 1 min 26 s 319   | Pas de temps     |
| 11                                                                                        | Vitaly Petrov SREC      | Renault              | 1 min 26 s 189   | 1 min 26 s 319   |                  |
| 12                                                                                        | Michael Schumacher SREC | Mercedes             | 1 min 26 s 790   | 1 min 26 s 337   |                  |
| 13                                                                                        | Paul di Resta SREC      | Force India-Mercedes | 1 min 26 s 864   | 1 min 26 s 503   |                  |
| 14                                                                                        | Pastor Maldonado SREC   | Williams-Cosworth    | 1 min 26 s 829   | 1 min 26 s 537   |                  |
| 15                                                                                        | Bruno Senna SREC        | Renault              | 1 min 26 s 766   | 1 min 26 s 651   |                  |
| 16                                                                                        | Rubens Barrichello SREC | Williams-Cosworth    | 1 min 27 s 479   | 1 min 27 s 247   |                  |
| 17                                                                                        | Sergio Pérez SREC       | Sauber-Ferrari       | 1 min 27 s 249   | 1 min 27 s 562   |                  |
| 18                                                                                        | Kamui Kobayashi SREC    | Sauber-Ferrari       | 1 min 27 s 876   |                  |                  |
| 19                                                                                        | Heikki Kovalainen       | Team Lotus-Renault   | 1 min 28 s 565   |                  |                  |
| 20                                                                                        | Jarno Trulli            | Team Lotus-Renault   | 1 min 28 s 752   |                  |                  |
| 21                                                                                        | Daniel Ricciardo        | HRT-Cosworth         | 1 min 30 s 216   |                  |                  |
| 22                                                                                        | Narain Karthikeyan      | HRT-Cosworth         | 1 min 30 s 238   |                  |                  |
| 23                                                                                        | Jérôme d'Ambrosio       | Virgin-Cosworth      | 1 min 30 s 866   |                  |                  |
| Temps minimal à réaliser pour la qualification : 1 min 32 s 222 (107 % de 1 min 26 s 189) |                         |                      |                  |                  |                  |
| 24                                                                                        | Timo Glock              | Virgin-Cosworth      | 1 min 34 s 046   |                  |                  |

- Vitaly Petrov, auteur du onzième temps des qualifications, est pénalisé de cinq places pour avoir causé un accident en Corée du Sud.
- Lewis Hamilton, auteur du deuxième temps des qualifications et Sergio Pérez, auteur du dix-septième temps des qualifications, sont pénalisés de trois places pour non-respect des drapeaux jaunes en essais libres.
- Daniel Ricciardo, auteur du vingt et unième temps des qualifications, est rétrogradé de cinq places pour changement de boîte de vitesses.
- Narain Karthikeyan, auteur du vingt-deuxième temps des qualifications, est pénalisé de cinq places sur la grille de départ pour avoir gêné Michael Schumacher.
- Timo Glock, initialement non-qualifié, est repêché par les commissaires de course et peut prendre le départ du Grand Prix.

## Course

### Déroulement de l'épreuve

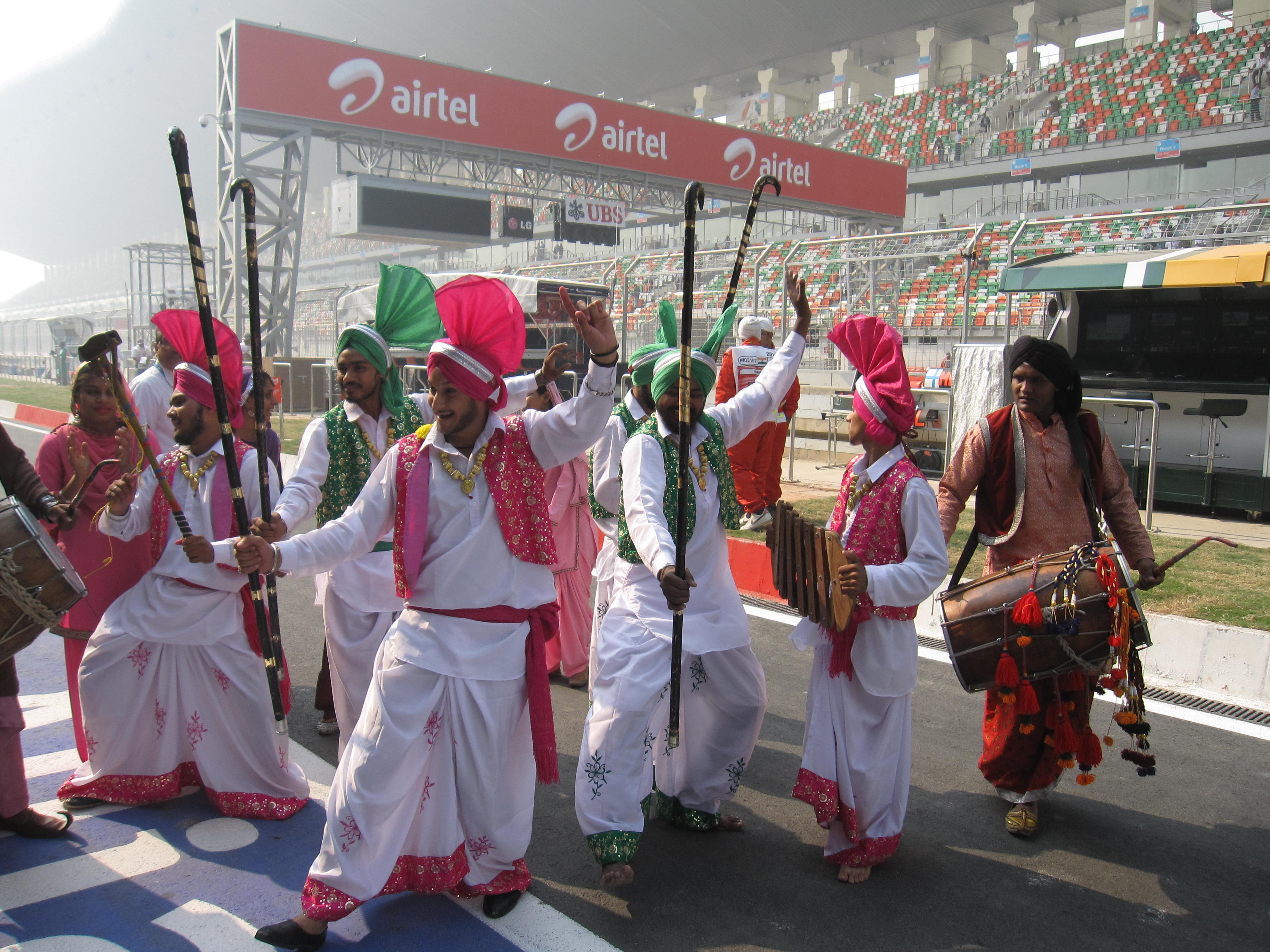
La parade sur la grille de départ du Grand Prix d'Inde.

Johnny Herbert (161 départs en Grands Prix de Formule 1 dont 3 victoires, vainqueur des 24 Heures du Mans 1991 et champion de Speedcar Series en 2008) a été nommé conseiller par la FIA pour aider dans son jugement le groupe des commissaires de course lors de ce Grand Prix.

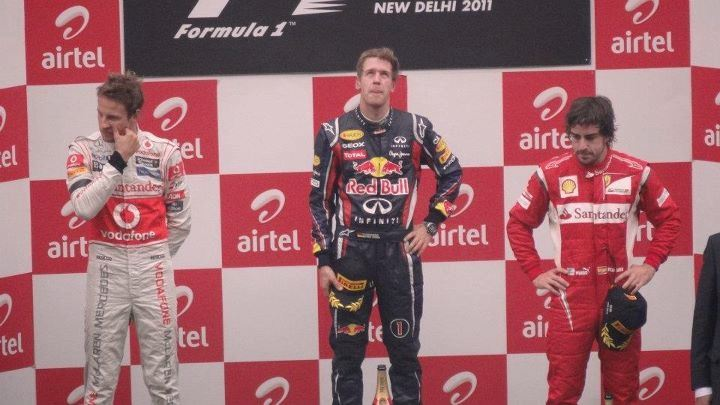
Le podium du Grand Prix d'Inde.

La première ligne est entièrement aux couleurs de Red Bull Racing, Sebastian Vettel en pole position et Mark Webber à ses côtés. La deuxième ligne est occupée par Fernando Alonso et Jenson Button. À l'extinction des feux, Vettel s'élance parfaitement alors qu'Alonso, sur la partie sale de la piste, perd une place au profit de Button dès le premier virage. Peu après, Button double Webber pour pointer à la deuxième place de la course. À l'arrière du peloton, plusieurs accrochages impliquent les voitures de Sergio Pérez, Timo Glock, Rubens Barrichello, Jarno Trulli, Paul di Resta et Kamui Kobayashi. Au premier passage sur la ligne, Vettel devance Button, Webber, Alonso, Felipe Massa, Lewis Hamilton, Nico Rosberg, Michael Schumacher, Adrian Sutil, Bruno Senna, Jaime Alguersuari, Sébastien Buemi, Pastor Maldonado, Vitaly Petrov et Heikki Kovalainen. Vettel prend peu à peu le large devant Button menacé par Webber qui cherche à récupérer sa deuxième place perdue,,.
Au huitième passage, Vettel compte 5 secondes d'avance sur Button, 6 s sur Webber, 8 s sur Alonso, 9 s sur Massa, 11 s sur Hamilton, 15 s sur Rosberg, 17 s sur Schumacher, 21 s sur Sutil et 24 s sur Senna. Le pilote brésilien, en difficulté, s'incline alors coup sur coup face aux attaques des deux pilotes Toro Rosso Alguersuari et Buemi. Jenson Button hausse son rythme de course et signe à plusieurs reprises le meilleur tour en course, toutefois l'écart avec Vettel ne descend pas en deçà des 4 secondes. Sutil change ses pneus au quatorzième tour, Webber, Alonso, Hamilton, Alguersuari au seizième, Massa, Rosberg au suivant, Button, Schumacher, Buemi au dix-huitième, Vettel, di Resta au suivant. Au vingt-troisième tour, Vettel est toujours en tête devant Button à 4 secondes, Webber à 9 s, Alonso à 13 s, Massa à 17 s, Hamilton à 18 s, Rosberg à 33 s, Schumacher à 39 s ; suivent plus loin Alguersuari et Buemi,,.
Au tour suivant, Lewis Hamilton attaque Felipe Massa à l'intérieur d'un virage à gauche lorsque le pilote brésilien ferme la porte : les deux rivaux s'accrochent. Massa poursuit sa course mais, reconnu responsable de l'accident par les commissaires de course, doit effectuer un passage au ralenti par les stands. Hamilton passe par son stand faire réparer sa monoplace et en ressort en neuvième position tandis que Buemi abandonne sur panne technique. En tête de la course, au trente-troisième tour, Vettel possède 5 secondes d'avance sur Button qui lui-même s'est mis hors de portée d'une attaque de Webber. Vitaly Petrov change ses pneus au trente-quatrième tour alors que Felipe Massa casse sa suspension avant gauche en passant sur un vibreur et abandonne. Pérez rentre au trente-cinquième tour, Sutil au suivant, Barrichello et Webber au trente-septième, Alonso au trente-neuvième et reprend la piste devant son rival Webber. Hamilton s'arrête au quarante-cinquième tour, Button et Alguersuari au tour suivant, Vettel au quarante-septième, et Schumacher au cinquantième. Bruno Senna change ses pneus à seulement trois tours du but et quitte dès lors la zone d'attribution des points,,.
Sebastian Vettel contrôle son écart avec Jenson Button en fin de course mais réalise le meilleur tour en course pour le plaisir de signer le premier Grand Chelem de sa carrière (pole position, meilleur tour en course, victoire et course entièrement en tête). Vettel s'offre sa onzième victoire de la saison et Button termine deuxième devant Fernando Alonso ; suivent pour les points Webber, Schumacher, Rosberg, Hamilton, Alguersuari, Sutil et Pérez,,.

### Classement de la course
| Pos. | no | Pilote                  | Écurie               | Tours | Temps/Abandon                      | Grille | Points |
| ---- | -- | ----------------------- | -------------------- | ----- | ---------------------------------- | ------ | ------ |
| 1    | 1  | Sebastian Vettel SREC   | Red Bull-Renault     | 60    | 1 h 30 min 35 s 002 (203,514 km/h) | 1      | 25     |
| 2    | 4  | Jenson Button SREC      | McLaren-Mercedes     | 60    | + 8 s 433                          | 4      | 18     |
| 3    | 5  | Fernando Alonso SREC    | Ferrari              | 60    | + 24 s 301                         | 3      | 15     |
| 4    | 2  | Mark Webber SREC        | Red Bull-Renault     | 60    | + 25 s 529                         | 2      | 12     |
| 5    | 7  | Michael Schumacher SREC | Mercedes             | 60    | + 1 min 05 s 421                   | 11     | 10     |
| 6    | 8  | Nico Rosberg SREC       | Mercedes             | 60    | + 1 min 06 s 851                   | 7      | 8      |
| 7    | 3  | Lewis Hamilton SREC     | McLaren-Mercedes     | 60    | + 1 min 24 s 183                   | 5      | 6      |
| 8    | 19 | Jaime Alguersuari SREC  | Toro Rosso-Ferrari   | 59    | + 1 tour                           | 10     | 4      |
| 9    | 14 | Adrian Sutil SREC       | Force India-Mercedes | 59    | + 1 tour                           | 8      | 2      |
| 10   | 17 | Sergio Pérez SREC       | Sauber-Ferrari       | 59    | + 1 tour                           | 20     | 1      |
| 11   | 14 | Vitaly Petrov SREC      | Renault              | 59    | + 1 tour                           | 16     |        |
| 12   | 9  | Bruno Senna SREC        | Renault              | 59    | + 1 tour                           | 14     |        |
| 13   | 15 | Paul di Resta SREC      | Force India-Mercedes | 59    | + 1 tour                           | 12     |        |
| 14   | 20 | Heikki Kovalainen       | Lotus-Renault        | 58    | + 2 tours                          | 18     |        |
| 15   | 11 | Rubens Barrichello SREC | Williams-Cosworth    | 58    | + 2 tours                          | 15     |        |
| 16   | 25 | Jérôme d'Ambrosio       | Virgin-Cosworth      | 57    | + 3 tours                          | 21     |        |
| 17   | 22 | Narain Karthikeyan      | HRT-Cosworth         | 57    | + 3 tours                          | 24     |        |
| 18   | 23 | Daniel Ricciardo        | HRT-Cosworth         | 57    | + 3 tours                          | 23     |        |
| 19   | 21 | Jarno Trulli            | Lotus-Cosworth       | 55    | + 5 tours                          | 19     |        |
| Abd. | 6  | Felipe Massa SREC       | Ferrari              | 32    | Suspension                         | 6      |        |
| Abd. | 18 | Sébastien Buemi SREC    | Toro Rosso-Ferrari   | 24    | Moteur                             | 9      |        |
| Abd. | 12 | Pastor Maldonado SREC   | Williams-Cosworth    | 12    | Boîte de vitesses                  | 13     |        |
| Abd. | 24 | Timo Glock              | Virgin-Cosworth      | 2     | Accrochage                         | 22     |        |
| Abd. | 16 | Kamui Kobayashi SREC    | Sauber-Ferrari       | 0     | Accrochage                         | 17     |        |

### Pole position et record du tour
Sebastian Vettel obtient la vingt-huitième pole position de sa carrière, sa première sur le tracé Buddh et sa treizième de la saison. Il réalise le neuvième meilleur tour en course de sa carrière, son premier sur ce circuit et son troisième de la saison.
- Pole position :  Sebastian Vettel (Red Bull-Renault) en 1 min 24 s 178 (219,692 km/h)[64].
- Meilleur tour en course :  Sebastian Vettel (Red Bull-Renault) en 1 min 27 s 249 (211,464 km/h) au soixantième tour[65].

### Tours en tête
- Sebastian Vettel : 60 tours (1-60)[66]

## Après-course

### Écuries sur le podium
Déjà sacré champion du monde, Sebastian Vettel ajoute une nouvelle victoire à son palmarès après une course marquée par le premier grand chelem de sa carrière : « Ça a été une très bonne course pour nous et je l'ai appréciée. J'ai eu une petite bagarre avec Jenson sur la distance, qui a toujours été à environ quatre secondes. [...] La voiture était très bien équilibrée et c'était une course fantastique aujourd'hui. Merci à toute l'équipe et à Renault, qui ont fait un travail exceptionnel jusqu'à présent. » Malgré sa victoire, Vettel est attristé par les décès de Dan Wheldon, pilote d'IndyCar, et de Marco Simoncelli, pilote de MotoGP, morts au cours du mois d'octobre et leur rend hommage : « J'ai des émotions contrastées aujourd'hui. D'un côté, je suis très content et très fier d'être le premier vainqueur du Grand Prix d'Inde mais de l'autre je repense à ces deux derniers week-ends où nous avons perdu deux de nos collègues. Je ne connaissais pas Dan mais c'était évidemment un grand nom du sport automobile. [...] J'avais en revanche rencontré Marco Simoncelli cette année et mes pensées vont bien sûr à ces deux pilotes et à leurs familles. Nous sommes prêts à prendre certains risques quand nous courons et parfois ces choses arrivent. » Son coéquipier Mark Webber, deuxième sur la grille de départ, termine quatrième et déclare : « Nous avons perdu le podium au milieu de la course. C'est plus ou moins la tendance générale de l'année. Je n'ai pas le rythme sur la fin des relais alors je manque de pneus et je perds des options de stratégie. Cela signifie que je suis obligé de m'arrêter plus tôt et ça me complique la vie. [...] J'ai eu une bonne bagarre avec Fernando mais les McLaren et les Ferrari étaient assez rapides dans le premier secteur. Jenson m'a passé dans la ligne droite opposée dans le premier tour. J'étais rapide par rapport à lui, au début mais dès qu'on commence à se battre on entame les pneus. C'est comme ça, décevant, mais nous nous tournons maintenant vers Abu Dhabi. » Du côté des dirigeants, Christian Horner s'énerve que Vettel ait ignoré les consignes de course pour réaliser le meilleur tour dans la dernière boucle : « Nous avons fait l'impossible pour éviter cela. Nous lui avons demandé de diminuer son régime moteur et d'éteindre son KERS. À part mettre une vache sur la piste, nous ne pouvions rien faire d'autre. [...] Mais au fond, nous avons une confiance totale en lui. Je suis persuadé qu'il avait encore de la marge et que son principal objectif était de remporter la victoire. Il sait qu'on ne distribue aucun point pour le record du tour mais il aime ce genre de petites statistiques pour terminer un week-end de la meilleure des façons. »,
Deuxième de la course après être parti quatrième, Jenson Button estime qu'il ne pouvait pas faire mieux. Satisfait de son week-end, il déclare : « Notre voiture n'était tout simplement pas assez rapide pour gagner. J'ai pris un bon départ, j'ai gagné des places dans le premier tour et fait l'effort pour maintenir Mark [Webber] derrière moi. [...] Ma voiture se comportait très bien : avant que Sebastian ne trouve son rythme avec les pneus les plus durs, j'ai pu faire tomber l'écart à 2 secondes 8 mais ce n'était pas suffisant. Ça reste un très bon résultat pour nous, le meilleur possible à mon avis. J'ai adoré l'expérience tout le week-end. [...] Les Indiens nous ont vraiment accueilli dans leur pays. Je n'ai jamais vu autant de gens sourire auparavant et les spectateurs ont été fantastiques. J'espère que la Formule 1 va grandir en Inde dans l'avenir et que nous aurons encore plus de monde ici l'an prochain. » Son coéquipier Lewis Hamilton, victime d'un accrochage avec Felipe Massa, termine la course à la septième place : « Il n'y a pas grand-chose à dire. C'est une journée décevante et mon équipe mérite mieux. Nous avons observé une minute de silence avant la course. Je me tenais à côté de Felipe. Il ne me parle plus depuis un moment mais j'ai fait un effort, j'ai mis mon bras autour de lui et je lui ai souhaité bonne chance pour la course. J'ai toujours eu beaucoup de respect pour lui. [...] J'ai essayé de doubler mais j'ai laissé tomber parce qu'il ne me laissait pas assez de place. Nous nous sommes quand même accrochés. [...] Je vais rentrer à la maison et essayer de me remobiliser. » Les performances des deux pilotes permettent à McLaren de décrocher la deuxième place du championnat des constructeurs. Martin Whitmarsh, directeur de l'écurie britannique, déclare : « Jenson a pris un excellent départ et a négocié brillamment les premiers virages pour tracer son chemin de la quatrième place sur la grille à la deuxième à la fin du premier tour. Il a enchaîné avec une course vraiment excellente aussi bien au niveau de la performance que de la gestion de l'usure des pneus. [...] Il n'avait pas le rythme nécessaire pour attaquer Seb [Vettel] mais a obtenu le maximum de sa voiture et a battu tous les autres de façon claire et nette. » Au sujet de l'incident entre Hamilton et Massa, Whitmarsh estime que son pilote n'avait pas à s'excuser, les commissaires de course ayant jugé le Brésilien coupable de l'accrochage : « Il ne doit pas s'excuser, c'est un pilote de course. S'il commet une erreur, il doit l'accepter, en tirer les leçons et passer à autre chose. »,
Fernando Alonso a le sourire après son neuvième podium de la saison : « C'est bien d'être sur le podium pour les débuts de la Formule 1 en Inde et je suis satisfait d'avoir un nouveau trophée à ramener chez moi. [...] Aujourd'hui, l'équipe a été fantastique, elle a réussi à régler un problème sur l'aileron avant qui n'a été identifié que vingt minutes avant le départ. Au départ, je ne me suis pas très bien élancé donc Button a pu me doubler. Après, j'ai tenté de rester proche de Webber et quand il a un peu ralenti, j'ai réduit l'écart et, en restant en piste quelques tours de plus que lui, j'ai pu passer devant. Être patient a été payant. » À l'instar de nombreux autres pilotes, il a aussi une pensée pour deux pilotes morts en course quelques jours plus tôt : « La satisfaction de décrocher un podium ne peut pas compenser la tristesse qui est avec nous depuis plusieurs jours, en raison des décès de deux de nos collègues, deux personnes spéciales, Dan Wheldon et Marco Simoncelli. » Felipe Massa, sixième sur la grille, double Lewis Hamilton au départ mais accroche le pilote britannique quelques tours plus tard, ce qui lui vaut un drive-through. Il finit par abandonner après trente-deux tours en raison d'une rupture de suspension. Déçu par ce résultat, il conteste la pénalité infligée par les commissaires de course : « Il n'y a pas grand chose à dire à la fin d'un week-end comme ça. Je suis vraiment déçu de ne pas avoir pu finir une course dans laquelle j'ai montré que j'avais les performances pour me battre pour le podium. Et pour l'accrochage avec Hamilton, je peux seulement dire que je ne partage pas l'opinion des commissaires qui m'ont infligé la pénalité. [...] Je suis simplement resté sur la trajectoire idéale, j'ai freiné à la limite et je suis resté sur le côté de la piste qui avait de la gomme. Qu'est ce que je pouvais faire d'autre ? C'est la énième fois que Hamilton me percute cette année et il semble que c'est une sorte d'attraction fatale... Dans le passé, j'ai tenté de lui parler mais ça ne semblait pas l'intéresser. [...] Je vais tenter d'oublier ce voyage en Inde le plus vite possible mais ça n'aura absolument rien à voir avec le pays ! », Stefano Domenicali, patron de Ferrari, déclare : « Le résultat de ce Grand Prix pourrait être qualifié de doux-amer. D'un côté, il y a la satisfaction de voir Fernando sur le podium. [...] Une fois encore, il a réalisé une grande course en luttant tour après tour pour ramener un nouveau trophée à sa collection. D'autre part, il y a la déception par rapport à ce qui est arrivé à Felipe qui aurait pu obtenir un bon résultat étant donné son rythme. [...] En ce qui concerne l'incident avec Hamilton, comme d'habitude, Ferrari respecte la décision des commissaires sportifs, même si, dans ce cas, nous avons une vision différente de la leur. »

### Écuries dans les points
Parti de la onzième place sur la grille, Michael Schumacher termine la course en cinquième position : « Je suis évidemment satisfait de la course aujourd'hui. Nous avons atteint le maximum possible et en tant qu'équipe nous avons maximisé notre potentiel. La cinquième et la sixième place sont un excellent résultat pour nous. En plus de ça, ma voiture était très stable et très bien réglée pour la course. Au départ, tout a marché comme prévu parce que je ne voulais pas utiliser le KERS dans les deux premiers virages pour l'économiser pour la longue ligne droite où je savais que je pourrais gagner quelques places. [...] Je tiens à faire mes compliments aux organisateurs du premier Grand Prix d'Inde, je suis certain que je ne suis pas le seul à dire que c'était un début très positif. » Nico Rosberg termine juste derrière son coéquipier : « Nous pouvons être heureux de ce bon résultat d'équipe, c'est mérité pour nos gars dans le garage. Je suis également satisfait d'avoir gagné une place par rapport à ma position sur la grille. Cependant ma stratégie n'était pas parfaite aujourd'hui et j'ai perdu un peu de temps dans le deuxième arrêt, ce qui signifie que je n'ai pas pu rester devant Michael. J'avais un bon rythme à la fin de la course et je l'ai beaucoup attaqué mais c'était impossible de le rattraper dans les derniers tours. [...] Je suis confiant pour que nous reproduisions ce bon résultat dans les deux dernières courses. » Ross Brawn, patron de l'écurie allemande, est satisfait de la performance de ses pilotes : « C'était une course très solide de la part de nos pilotes et de l'équipe. Nous sommes très contents d'avoir pris les cinquième et sixième places. Michael, Nico et les ingénieurs ont fait de l'excellent boulot pour bien préparer la voiture pour la course et tirer le maximum des pneus. Nous avons tiré tout ce que nous pouvions de la voiture ce week-end. »
Après avoir atteint la troisième partie des qualifications, Jaime Alguersuari termine huitième de l'épreuve : « Je suis particulièrement content des performances de l'équipe. Ce fut encore une bonne course pour nous. [...] J'ai dépassé Senna et ensuite Sutil grâce à notre compétitivité. Je termine la course devant les Sauber et cela démontre quelle est notre place dans la hiérarchie. Ce qui est encourageant, c'est que nous devançons aussi les Renault. Je suis content d'avoir marqué quatre points et cela nous met désormais à égalité avec Sauber au championnat. », Son coéquipier Sébastien Buemi abandonne au vingt-quatrième tour en raison d'une casse moteur : « Je suis très déçu de ce qui s'est passé cet après-midi parce que je faisais une très bonne course après une excellente qualification hier. Quand la voiture s'est arrêtée, je venais de doubler Hamilton qui était huitième et je pense que j'aurais pu finir dans le top huit. Quand on passe d'une situation prometteuse à une fin sans point, c'est difficile à avaler. »
Force India marque des points pour son premier Grand Prix à domicile grâce à Adrian Sutil, neuvième : « Ce fut une bonne course et je crois que nous pouvons être contents de marquer ces deux points. J'ai eu du survirage lors des premiers tours de la course et je n'ai pas pu résister au retour des Toro Rosso qui étaient un peu plus rapides que nous aujourd'hui. L'équilibre de ma voiture s'est amélioré dans les deuxième et troisième relais et j'ai réussi à maintenir la Sauber de Pérez derrière moi durant les derniers tours de la course. Nous avons également eu de la chance que Buemi abandonne, ce qui m'a fait gagner une place. Je crois que cette neuvième place est ce que nous pouvions espérer de mieux aujourd'hui et que Vijay Mallya aura le sourire ce soir. », Paul di Resta adopte une stratégie différente en partant en pneus tendres et en misant sur l'intervention de la voiture de sécurité, ce qui se révèle être un mauvais calcul : « C'était un pari risqué de se débarrasser des pneus durs si tôt dans le Grand Prix. Si cela avait fonctionné, nous aurions gagné un arrêt et fait la course avec trois trains de tendres. [...] Nous avons finalement dû faire trois arrêts à cause de la dégradation, qui était assez élevée au début, mais la situation s'est améliorée en fin de course. C'est bien qu'Adrian ait pris quelques points importants pour le championnat, c'est dans cette optique que nous avions choisi des stratégies différentes. »
Pénalisé en qualifications et vingtième au départ, Sergio Pérez remonte dix positions et inscrit le point de la dixième place : « Je suis très content d'avoir marqué ce point. Au moins, je peux offrir quelque chose à l'équipe après mon erreur de vendredi qui m'a coûté trois places sur la grille de départ. Nous avions une très bonne stratégie aujourd'hui. Elle était risquée mais a payé. En effet, je n'ai utilisé les pneus durs que lors du premier tour. [...] Un peu plus tard, j'ai réussi à dépasser Paul di Resta et ensuite j'ai pu rouler à mon rythme. [...] Adrian Sutil était très rapide devant moi et je n'ai pas réussi à le rattraper. », Les deux pilotes Sauber connaissent des fortunes diverses puisque Kamui Kobayashi abandonne dès le premier tour à la suite d'un accrochage : « Ma course a malheureusement été très décevante et très courte. Peu après le départ, j'ai été percuté à l'arrière et j'ai immédiatement vu de la fumée et du feu sortir de ma voiture. Les dégâts étaient très importants et j'ai été obligé d'abandonner. »

### Écuries hors des points
Pénalisé de cinq places en qualifications, Vitaly Petrov remonte plusieurs positions en course grâce à une stratégie décalée mais échoue à la porte des points : « Mon départ était bon, surtout que je m'élançais avec les pneus durs. J'ai fait un arrêt anticipé mais j'ai commis une erreur avec l'embrayage qui m'a coûté du temps. Cela a contrarié nos plans parce que j'étais censé ressortir devant Sergio [Pérez] et les Force India mais je n'ai pas réussi. Ces voitures avaient en plus une vitesse de pointe meilleure que la mienne, ce qui m'a empêché de les dépasser. [...] Je me suis fait une frayeur au virage 9 après avoir touché le vibreur, je suis passé dans l'herbe et j'ai vraiment failli perdre le contrôle. C'était un moment chaud. » Bruno Senna termine en douzième position, juste derrière son équipier : « C'était une course mitigée pour moi. J'ai pris un superbe départ en gagnant quatre places, j'étais heureux. Malheureusement j'ai connu un problème avec le KERS et j'ai dû me battre toute la course sans lui, ce qui n'a pas facilité les choses. [...] Nous aurions pu marquer des points mais maintenant nous devons aller de l'avant et voir ce qui se passera à Abou Dabi. » Éric Boullier, directeur de l'écurie, est déçu que ses deux voitures terminent hors des points : « Journée décevante et dans l'ensemble, ce week-end est celui des occasions gâchées. Il est très clair que nous avions la performance sur ce circuit, ce qui offrait une belle opportunité à l'équipe. [...] Mais nous n'avons pas été capables de sortir les quelques tours rapides nécessaires au bon moment. »
Team Lotus se satisfait des résultats de ses pilotes, notamment Heikki Kovalainen qui termine quatorzième : « J'ai encore pris un bon départ et j'ai évité les ennuis dans les virages 1 et 3. Après, j'ai fait une très bonne course. À un moment, j'ai même été dixième. [...] Lorsque nous attaquons autant que possible et que nous nous battons avec les voitures de milieu de grille, c'est une bonne sensation, pour moi et pour toute l'équipe. » Jarno Trulli est accroché au départ et termine dix-neuvième et dernier classé : « La poisse a encore frappé. J'avais pris un départ correct mais une HRT m'a tapé à l'arrière à la sortie du virage 3 et c'était plus ou moins la fin de ma course. J'ai crevé et j'ai dû faire quasiment un tour complet pour rentrer au stand. De cette position, je ne pouvais rien faire. [...] Malgré tout, ça a encore été un bon week-end pour l'équipe. J'espère seulement que j'aurai plus de chance dans les deux dernières courses et que nous nous assurerons de finir dixièmes au championnat de cette année. »,
Le premier Grand Prix d'Inde est un échec pour Williams qui voit ses deux monoplaces accidentées dès le premier tour. Rubens Barrichello termine quinzième : « J'ai perdu mon aileron avant au premier virage et j'ai dû rentrer au stand pour un arrêt imprévu. Cela a ruiné ma course dès le début parce que l'allée des stands est très longue. [...] Je suis remonté dans le classement mais pas assez pour marquer des points. C'est une déception parce que nos chronos étaient bons et que la dégradation des pneus était raisonnable. Nous aurions pu faire mieux. », Pastor Maldonado abandonne en raison d'un problème de boîte de vitesses : « Nous avons eu un problème avec la boîte de vitesses dont nous ne connaissons pas encore la cause exacte. Mon rythme semblait bon avant cet ennui mécanique et les pneus marchaient bien. C'est juste de la malchance. »
Jérôme d'Ambrosio profite d'une stratégie audacieuse pour terminer seizième : « J'ai un peu été pris dans les incidents du premier virage et je me suis retrouvé dernier après avoir frôlé de très près l'accrochage avec Kamui [Kobayashi]. C'était très juste ! [...] J'ai quasiment effectué une course à un arrêt. J'ai tenu 55 tours sur les tendres, répartis en deux relais, seuls les cinq derniers tours ont été réalisés en pneus durs puisque nous étions obligés de les chausser. Aujourd'hui, en devançant les deux HRT et une Lotus à l'arrivée, on a fait le boulot. », Pris dans un accrochage au premier tour, Timo Glock abandonne peu après le départ : « Une journée malchanceuse aujourd'hui après une qualification décevante hier. Je suis arrivé au premier virage à l'extérieur et tout d'un coup j'ai vu des débris voler. J'ai freiné un peu plus tôt que d'habitude et, quand j'ai tourné, Kamui Kobayashi a tiré droit sur moi et je n'ai pas pu éviter l'accrochage. Mon aileron avant était endommagé donc je suis rentré pour le changer. Nous avons réalisé qu'il y avait également pas mal de dégâts sur le côté gauche de la voiture donc nous avons décidé de nous arrêter. »
Titularisé par HRT pour son Grand Prix national, Narain Karthikeyan, dont l'avenir dans l'écurie s'inscrit pourtant en pointillés, se satisfait de sa dix-septième place : « J'ai disputé un bon Grand Prix et j'ai vraiment pris beaucoup de plaisir. C'est une expérience incroyable. Finir dix-septième de mon Grand Prix national était le meilleur résultat que je pouvais espérer avec la voiture que nous avons et battre mon équipier et une Lotus rend cela encore plus satisfaisant. », Daniel Ricciardo termine à trente secondes de son équipier : « Les premiers tours n'étaient pas formidables mais ensuite j'ai pu doubler quelques pilotes. Quelques tours plus tard, j'ai passé Narain et j'avais un bon rythme. [...] Malheureusement, j'ai senti quelque chose d'étrange durant mon deuxième relais et après quelques tours la voiture a commencé à bouger de gauche à droite. [...] Ce problème a ruiné notre rythme de course, j'espère que nous pourrons éviter que cela ne se produise la prochaine fois. »

## Classements généraux à l'issue de la course
| Pos.     | Pilote             | Écurie               | Points |
| -------- | ------------------ | -------------------- | ------ |
| Champion | Sebastian Vettel   | Red Bull-Renault     | 374    |
| 2        | Jenson Button      | McLaren-Mercedes     | 240    |
| 3        | Fernando Alonso    | Ferrari              | 227    |
| 4        | Mark Webber        | Red Bull-Renault     | 221    |
| 5        | Lewis Hamilton     | McLaren-Mercedes     | 202    |
| 6        | Felipe Massa       | Ferrari              | 98     |
| 7        | Nico Rosberg       | Mercedes             | 75     |
| 8        | Michael Schumacher | Mercedes             | 70     |
| 9        | Vitaly Petrov      | Renault              | 36     |
| 10       | Nick Heidfeld      | Renault              | 34     |
| 11       | Adrian Sutil       | Force India-Mercedes | 30     |
| 12       | Kamui Kobayashi    | Sauber-Ferrari       | 27     |
| 13       | Jaime Alguersuari  | Toro Rosso-Ferrari   | 26     |
| 14       | Paul di Resta      | Force India-Mercedes | 21     |
| 15       | Sébastien Buemi    | Toro Rosso-Ferrari   | 15     |
| 16       | Sergio Pérez       | Sauber-Ferrari       | 14     |
| 17       | Rubens Barrichello | Williams-Cosworth    | 4      |
| 18       | Bruno Senna        | Renault              | 2      |
| 19       | Pastor Maldonado   | Williams-Cosworth    | 1      |

| Pos.     | Écurie               | Points |
| -------- | -------------------- | ------ |
| Champion | Red Bull-Renault     | 595    |
| 2        | McLaren-Mercedes     | 442    |
| 3        | Scuderia Ferrari     | 325    |
| 4        | Mercedes Grand Prix  | 145    |
| 5        | Renault F1 Team      | 72     |
| 6        | Force India-Mercedes | 51     |
| 7        | Sauber-Ferrari       | 41     |
| 8        | Toro Rosso-Ferrari   | 41     |
| 9        | Williams-Cosworth    | 5      |

## Statistiques
Le Grand Prix d'Inde 2011 représente :
- la 28e pole position de sa carrière pour Sebastian Vettel[111] ;
- la 21e victoire de sa carrière pour Sebastian Vettel[112] ;
- le 3e hat-trick de sa carrière pour Sebastian Vettel[113] ;
- le 1er grand chelem de sa carrière pour Sebastian Vettel (pole position, victoire, meilleur tour en course, tous les tours en tête)[114] ;
- la 26e victoire pour Red Bull Racing en tant que constructeur[115] ;
- la 141e victoire pour Renault en tant que motoriste[116].

Lors de ce Grand Prix :
- Sebastian Vettel bat le record du nombre de tours en tête au cours d'une saison avec 711 tours en tête (sur 1 007 tours soit 70,61 %). Le précédent record était détenu par Nigel Mansell avec 694 tours en tête (sur 1 036 soit 66,99 %) en 1992[117],[118] ;
- Sebastian Vettel améliore son record du nombre de kilomètres en tête au cours d'une saison avec 3 675 kilomètres en tête sur 5 185 soit 70,88 %[119] ;
- Red Bull Racing bat le record du nombre de pole positions au cours d'une saison avec 16 pole positions. Le précédent record de 15 pole positions dans une saison était codétenu par McLaren Racing en 1988 et 1989, Williams F1 Team en 1992 et 1993 et Red Bull Racing en 2010[117],[120].